# Elisabeth Frisk
Elisabeth Frisk, född 24 oktober 1909 i Hudiksvall, död 27 februari 1986 i Hallsberg, eller 4 oktober 1985 på Lidingö, var en svensk skådespelare.

## Filmografi
- 1928 – Parisiskor
- 1929 – Säg det i toner
- 1930 – Norrlänningar
- 1930 – Fridas visor
- 1931 – Halvvägs till himlen
- 1931 – Farornas paradis
- 1931 – Dantes mysterier
- 1931 – En kärleksnatt vid Öresund
- 1931 – Erämaan turvissa
- 1934 – En bröllopsnatt på Stjärnehov

## Teater

### Roller
| År   | Roll             | Produktion                                 | Regi            | Teater        |
| ---- | ---------------- | ------------------------------------------ | --------------- | ------------- |
| 1926 | Stina            | Moloch Erik Lindorm                        | John W. Brunius | Oscarsteatern |
| 1927 | Basia            | Dibbuk - Mellan tvenne världar S. Ansky    | Robert Atkins   | Oscarsteatern |
| 1928 | Grace            | Broadway Philip Dunning och George Abbott  | Mauritz Stiller | Oscarsteatern |
| 1929 | Angela Forbes    | Dulcie George S. Kaufman och Marc Connelly | Tollie Zellman  | Oscarsteatern |
| 1929 | En barnsköterska | Vid 37de gatan Elmer Rice                  | Svend Gade      | Oscarsteatern |
| 1930 | Alice Fraser     | Hans första hustru St. John Greer Ervine   | Pauline Brunius | Oscarsteatern |
| 1931 |                  | Det svaga könet Édouard Bourdet            | Max Reinhardt   | Oscarsteatern |